# Etlingera heyneana
Etlingera heyneana es una especie de planta de la familia de las zingiberáceas. Es endémica de la isla de Java en Indonesia donde fue encontrada en un hábitat forestal.
La especie, que se conoce de un solo herbario, fue descrita por primera vez en 1921 por Theodoric Valeton como Nicolaia heyniana en honor al botánico neerlandés Karel Heyne. Posteriormente fue transferida al género Phaeomeria  por Isaac Henry Burkill y en 1986 al género Etlingera por Rosemary Margaret Smith. 
La IUCN clasificó la especie como extinta como consecuencia de la pérdida de hábitat.